# Nīkshahr (kommunhuvudort i Iran)
Nīkshahr (persiska: نیک‌شهر) är en kommunhuvudort i Iran.   Den ligger i provinsen Sistan och Baluchistan, i den sydöstra delen av landet, 1 300 km sydost om huvudstaden Teheran. Nīkshahr ligger 466 meter över havet och antalet invånare är 13 267.
Terrängen runt Nīkshahr är kuperad åt nordost, men åt sydväst är den platt.Runt Nīkshahr är det ganska tätbefolkat, med 52 invånare per kvadratkilometer. Det finns inga andra samhällen i närheten. Trakten runt Nīkshahr är ofruktbar med lite eller ingen växtlighet.